# Hanöbukten

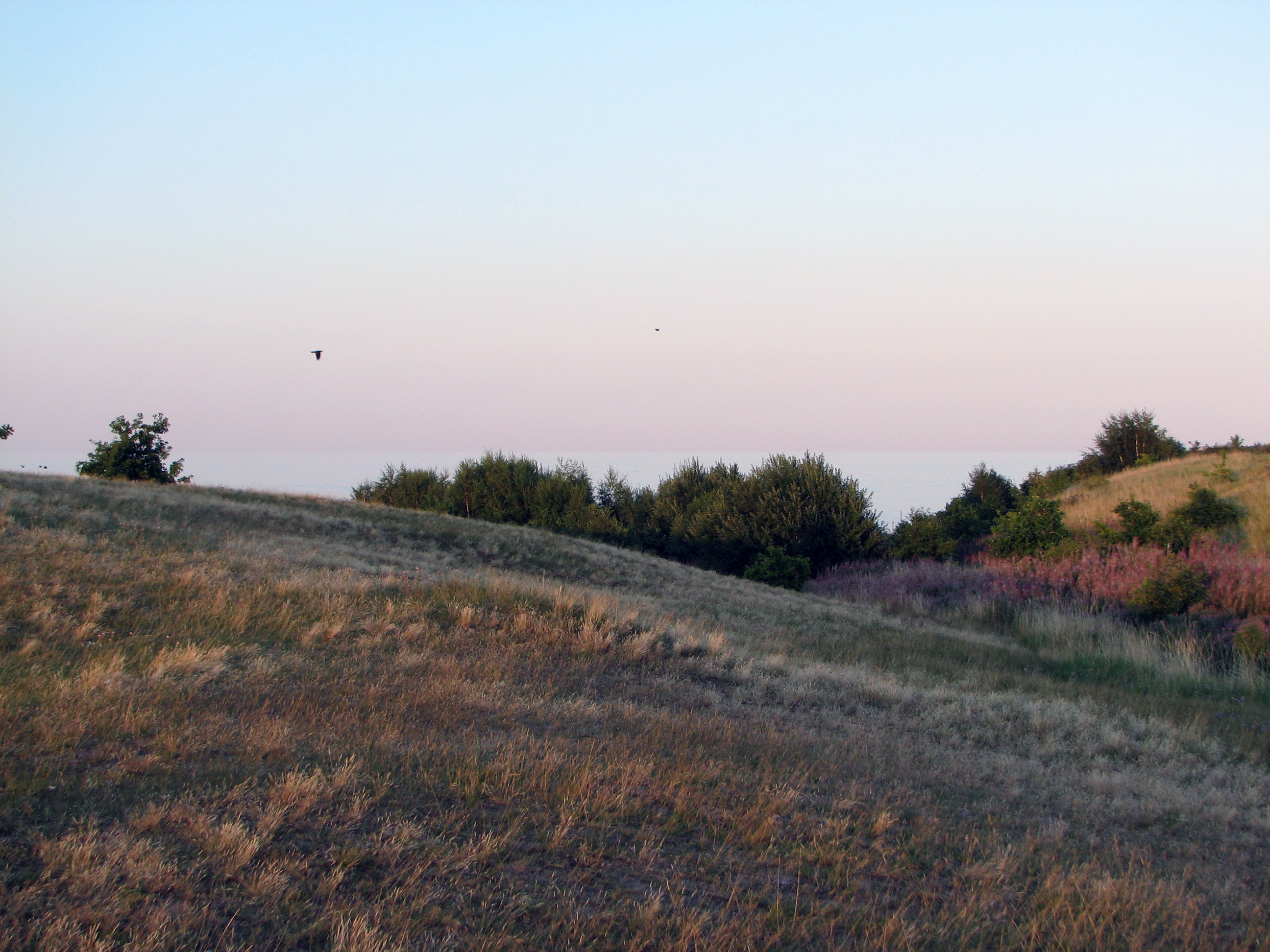
Hanöbukten bij Kivik.

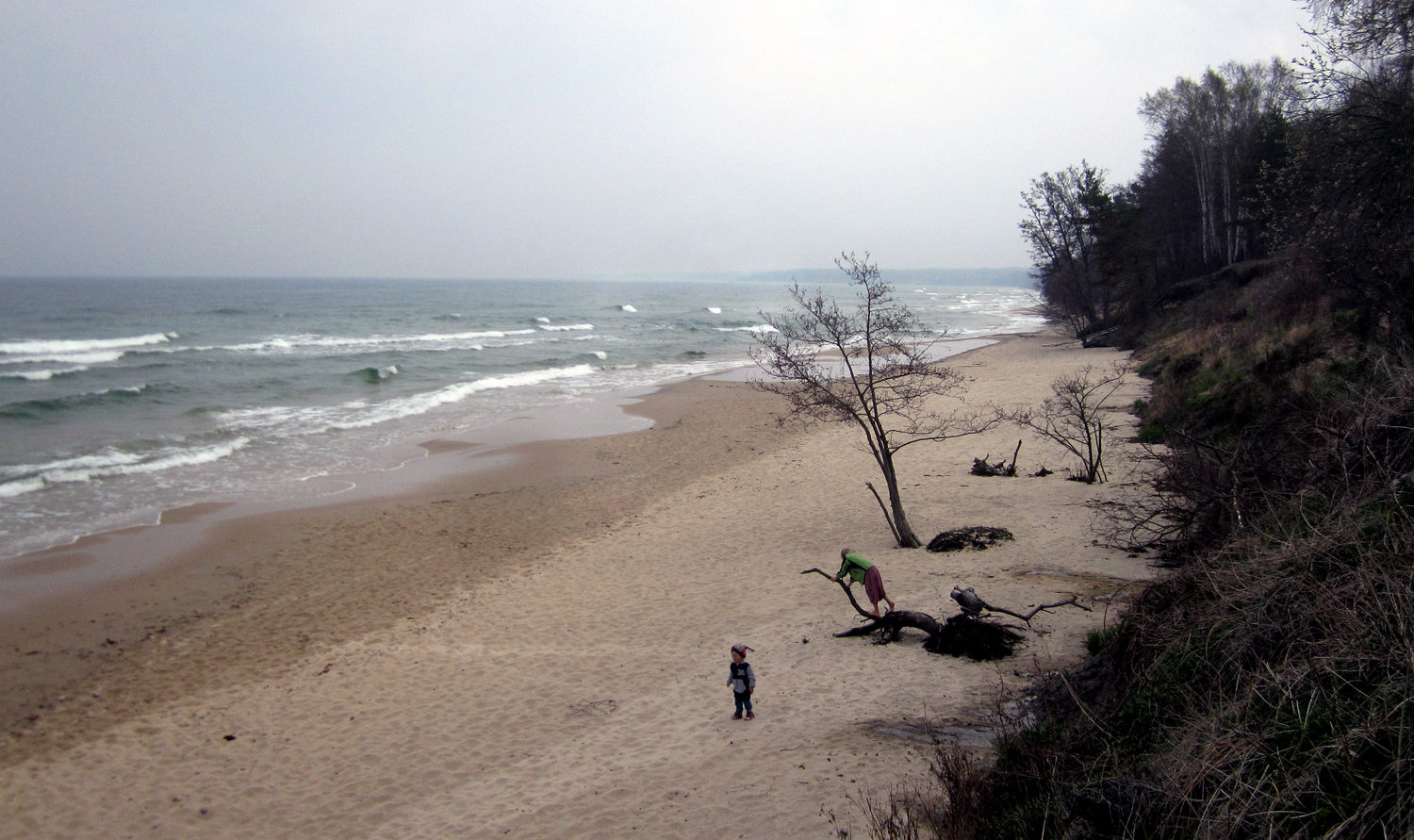
Hanöbukten bij Kivik 2013.

Hanöbukten (Nederlands: Hanöbocht) is een baai gelegen aan de oostkust van de Zuid-Zweedse provincie Skåne län. De baai loopt van het schiereiland Listerlandet in het noorden tot Stenshuvud in het zuiden. De baai is genoemd naar het kleine eiland Hanö, dat in de buurt van het schiereiland Listerlandet ligt.
In de Hanöbukten monden de volgende rivieren uit: Helge å, Skräbeån, Julebodaån en de Verkaån. De grootste diepte in de baai bedraagt ongeveer 60 meter. De Saliniteit (zoutgehalte) van het water bedraagt ongeveer 7,5 promille bij de kust en 13 promille in het diepere water.
In de Hanöbukten wordt gevist op Haring, Kabeljauw en Paling.